# Хо Нансольхон
Хо Нансольхо́н (кор. 허난설헌?, 許蘭雪軒?) (настоящее имя — Хо Чохи́: кор. 허초희?, 許楚姬?) (1563 — 19 марта 1589) — корейская художница и поэтесса середины эпохи Чосон. Она была младшей сестрой Хо Бона, политика и политического писателя, и старшей сестрой Хо Гюна, выдающегося писателя того времени, известного как автор «Сказки о Хон Гильдоне». Её собственные сочинения состояли примерно из двухсот стихотворений, написанных китайскими стихами (ханши), и двух стихотворений, написанных хангылем (хотя её авторство стихов на хангыле оспаривается).

## Биография

### Ранние годы
До того, как стать известной как Хо Нансольхон, госпожа Хо была известна под своим именем Хо Чохи (허초희, 許楚姬) или Хо Окхе (허옥혜, 許玉惠).
Госпожа Хо родилась в Канныне в известной политической семье класса янбан. Её отец, Ким Хоёп, был выдающийся ученый из клана Янчхон Хо и её мать, вторая жена отца, дочь политического министра, госпожа Ким из клана Каннын Ким. Его первая жена, госпожа Хан из клана Чонджу Хан, была дочерью Хан Сукчана и родила пять дочерей и трёх сыновей. Её сводный дедушка, Хан Сукчан, был правнуком Хан Хвака (отца принцессы-консорта Чонсон и королевы Сохе) и двоюродным братом королевы Чангён.
В то время как её отец был конфуцианцем и консервативным чиновником, который твёрдо придерживался убеждения намджон-юби («мужчины вверху, женщины внизу»), её старшему брату Хо Бону выпало признать её многообещающий талант и любопытство и познакомить её с литературой.
С раннего возраста она стала признанной свободной поэтессой[уточнить], хотя из-за своего пола, как женщина, она не могла занять выдающееся положение. Её раннее произведение «Надписи на хребте павильона из белого нефрита во дворце Кванган» (Кванханджон Пэгонну саннанмун), написанное в возрасте восьми лет, было воспринято как произведение поэтического гения и принесло ей прозвище «бессмертная дева». Её врожденный талант к ханмун (китайскому стиху) побудил его стать её первым наставником в её ранние годы и познакомить с китайской письменностью, такой как Конфуцианские пять классических произведений.
Однако Хо Бон также был откровенным и влиятельным политологом[уточнить] и в конечном итоге был сослан в Капсан на три года за свои политические взгляды. Её младший брат, Хо Гюн, был таким же одарённым поэтом, который учился у Ли Таля, специалиста по поэзии Тан и друга Хо Бона. Он же принимал участие в её образовании, особенно после изгнания её старшего брата. Позже он способствовал её образованию и использовал своё респектабельное положение, чтобы поддерживать её переписку с литературными кругами. Ли Таль, также делился поэзией Тан с Нансольхон, чьё влияние стало заметным в натурализме значительной части её сохранившихся работ.

### Брак
Раз в своей жизни она вышла замуж за сына гражданского чиновника Ким Соннипа. Её брак был несчастливым, как писал Хо Гюн. Муж часто оставлял её одну дома, возможно, изменял, а со свекровью у них были холодные отношения. Она родила двоих детей: девочку и мальчика. Её дочь умерла почти сразу после рождения, а сын умер, прожив около
года. Через год после смерти своего старшего брата Хо Бона в Капсане она умерла от болезни в возрасте двадцати семи лет.

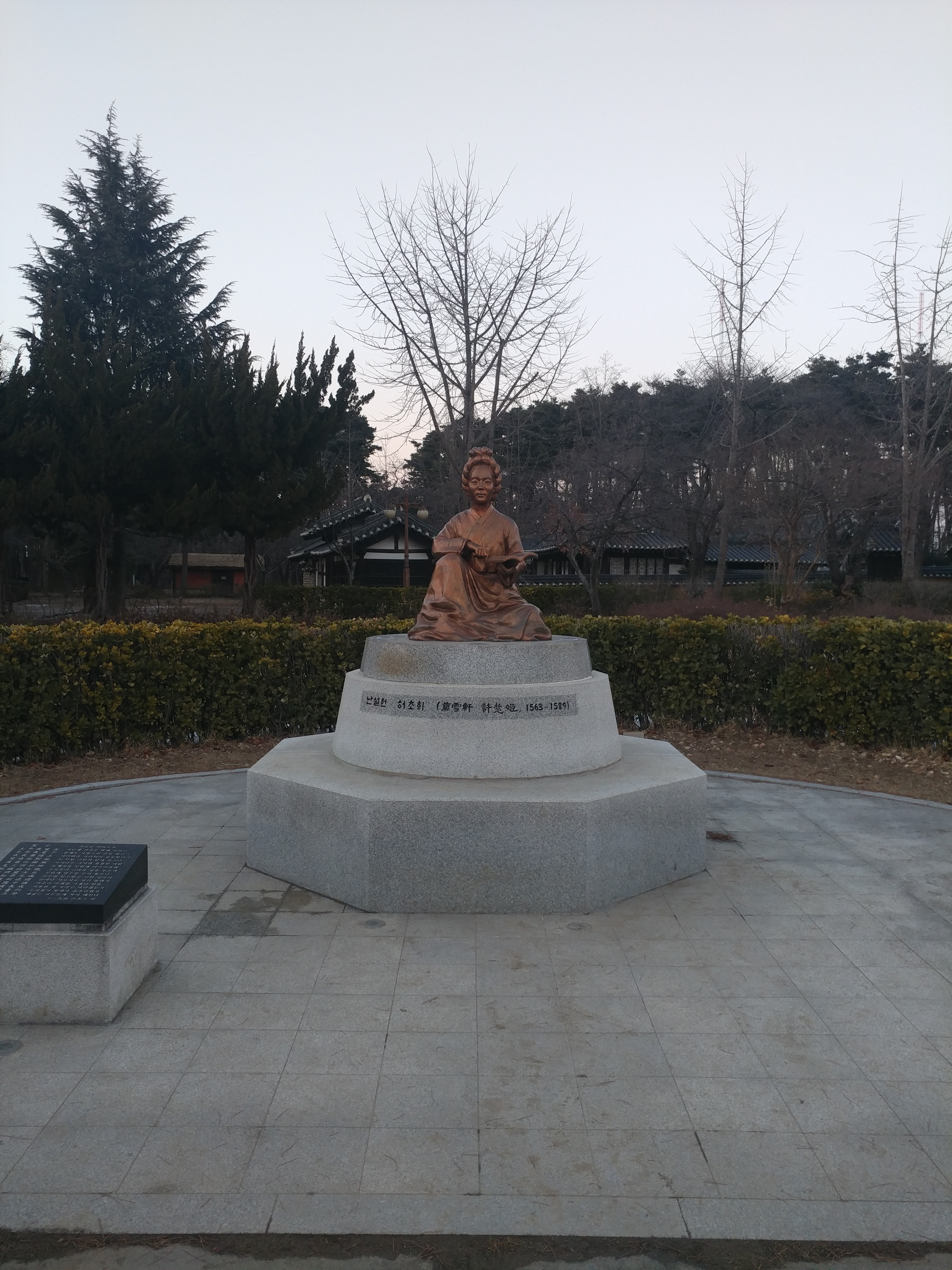
Памятник Хо Нанхольсон

Обстоятельства и время её брака неясны, а документальные доказательства ограничены и подвержены предположениям. Такие учёные, как Ким-Рено и Чхве-Уолл[уточнить], интересуются её литературой и выдвигают гипотезу, что она жила среди своих братьев значительную часть своей жизни (во время которой, как они предполагают, была произведена большая часть её натуралистической поэзии, написанной под влиянием танской литературы) и вышла замуж поздно. Она также предполагает, что основная часть её «чутких» стихов была создана после замужества в результате изоляции от тех, кто поддерживал её литературные таланты и расширенные поэтические круги. Это предположение основано на наблюдении, что значительная часть того, что считается её более поздней литературой, оплакивает бедственное положение и страдания замужних женщин, а её ранняя литература тесно следует танской традиции, используя тяжёлые элементы фольклора[уточнить] и естественные образы, а не более тяжёлый эмоциональный язык, который можно найти в её поздних произведениях.

## Семья
- Отец Хоёп (허엽, 許曄) (19 декабря 1517 г. — 4 февраля 1580 г.)
- Мать: госпожа Ким из клана Каннын Ким (정부인 강릉 김씨)
- Мачеха: госпожа Хан из клана Чонджу Хан (정부인 청주 한씨)

- Муж: Ким Соннип (김성립, 金誠立) из клана Андон Ким (안동 김씨) (1562—1592)

- Дети:
  - сын: Ким Хыюн (김희윤); умер преждевременно
  - дочь: госпожа Ким[7]; умерла преждевременно.
  - приёмный сын: Ким Джин (김진, 金振).

## Сочинения
Значительное количество сочинений Нансольхон было сожжено после её смерти по её просьбе, а уцелевшие стихи собраны в сборнике Хо Кённана 1913 года «Нансорхон чип» . Сборник состоит из 211 стихотворений в различных китайских стилях. К ним относятся коши (традиционный стих), юльши (размерный стих), чольгу (четверостишия) и один пример кобу (рифмованная проза). Письмо раннего периода Чосон (в форме политической школы Саджан и более академической школы Саллим) находилось под сильным влиянием конфуцианской литературной традиции, и литература была в основном посвящена выражению конфуцианских учений. С введением поэзии Тан в Корею в середине эпохи Чосон, поэзия ханмун стала делать значительные успехи как форма искусства. Традиционная поэзия Тан (коши) была более шаблонной и устанавливала предписывающие тональные принципы. При жизни Нансольхон стали набирать популярность новые формы поэзии, которые включали в себя тональные нарушения, строки с нестандартным количеством слогов и длину (в широком смысле называемые кунчхеши, подвидами которых являются юльши и чольгу). Работы Нансольхон широко известны прежде всего тем, что отчасти объясняется резким эмоциональным сдвигом, вызванным её замужеством.
Включение в сборник двух каса, написанных на хангыле, вызывает споры ученых, поскольку её авторство вызывает сомнения. Композиция на хангыле считалась недостойной выражения высшего мышления конфуцианских идеалов, а «литературная» композиция в Корее почти полностью сочинялась на ханмун . Различие в то время было похоже на различие между латинской композицией и народной прозой в Европе эпохи Возрождения . Её авторство этих двух произведений подтверждается, главным образом, тем наблюдением, что названия двух произведений каса, «Песня о женской жалобе» и «Песня о окрашивании ногтей бальзамом „Недотрога“», очень похожи на два проверенных стиха на ханмун (чольгу и коши соответственно). Эти утверждения были частично дискредитированы недавними исследованиями О Хэина (Нансорхон шиджип) и Кан Чонсопа (Моктонга ый погвон э тэхайо).

### Образцы стихов
Стихотворение «Песнь осенней ночи» характерно для её ранней, более фантастической и образной поэзии. Это семисложный чольгу.
| 秋夜曲 蟪蛄切切風瀟瀟 芙蓉香褪永輪高 佳人手把金錯刀 挑燈永夜縫征袍 玉漏微微燈耿耿 罹幃寒逼秋宵永 邊衣裁罷剪刀冷 滿窓風動芭蕉影 | «Песня осенней ночи» Кузнечики искренни и пылки; ветер чист и ясен. Аромат лотоса меркнет; вечное колесо высоко. Руки красивой женщины хватают золотую лакированную монету; Зажигая фитиль лампы, она долгой ночью шьёт костюм джентльмена. Водяные часы тусклые и нечеткие; лампа яркая и светящаяся. Внутри слабой палатки холод рядом; осенняя ночь вечная. Пограничная одежда уже сохнет; ножницы холодные. Окно заполняет ветер, качающий тени подорожников. |
| —Heo Nanseolheon | |

«Молодая швея» или «Песня для бедной девушки» — одно из её стихотворений о сочувствии, в котором она сочувствует людям из более бедного экономического положения. Это пятисложный чольгу.
| 貧女吟 豈是乏容色 工鍼復工織 少小長寒門 良媒不相識 夜久織未休 戛戛鳴寒機 機中一匹練 終作阿誰衣 手把金翦刀 夜寒十指直 爲人作嫁衣 年年還獨宿 | «Молодая швея» Чем может быть привлекательно это измученное лицо? Работать над вышивкой, потом возвращаться к работе за ткачеством из-за ворот, где почти ничего нет и долго без тепла. О такой кроткой сваха никому не даст знать. Всю ночь без отдыха ткала конопляное полотно, ткацкий станок издает «тук-тук, тук-тук» — ледяной звук. Соткать один рулон на ткацком станке и удивиться за чей дом, за чью дочь это будет приданое? Ножницы в руке, разрезать ткань на куски; и хотя ночь холодна, все десять пальцев прямые. Я делаю одежду для других, собирающихся выйти замуж, в то время как год за годом, это я должна спать в одиночестве. |
| —Heo Nanseolheon | |

«Женская обида», ещё одно семисложное «чольгу», иллюстрирует тон поэзии, которая, как полагают, была написана после её замужества.
| 閨怨 錦帶羅裙積淚痕 一年芳草恨王孫 瑤箏彈盡江南曲 雨打梨花晝掩門 月樓秋盡玉屛空 霜打蘆洲下暮鴻 瑤瑟一彈人不見 藕花零落野塘中 | «Женская обида» Вышитый кушак и шёлковая юбка промокли от слёз, Каждый год душистые растения оплакивают княжеского друга. На моей лютне я играю до конца Песню Южной реки; Души цветков персика стучат по двери, закрытой весь день. Осень закончилась в залитом лунным светом шатре; его нефритовый экран опустошён. Мороз покрывает тростниковый остров; дикие гуси устраиваются на ночлег. Я играю на яшмовой лютне. Никто не видит меня. Цветы лотоса падают в пруд. |
| —Heo Nanseolheon | |

## Галерея

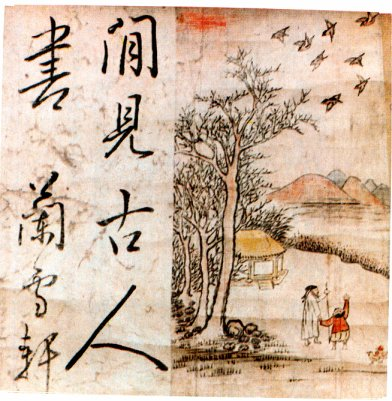
Анган бигымдо, картина Хо Нансольхон
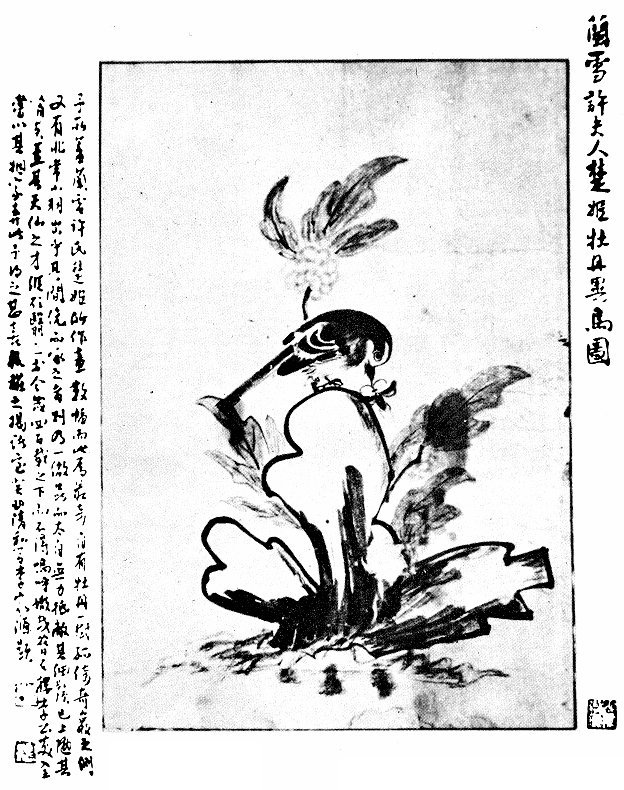
Мукджодо
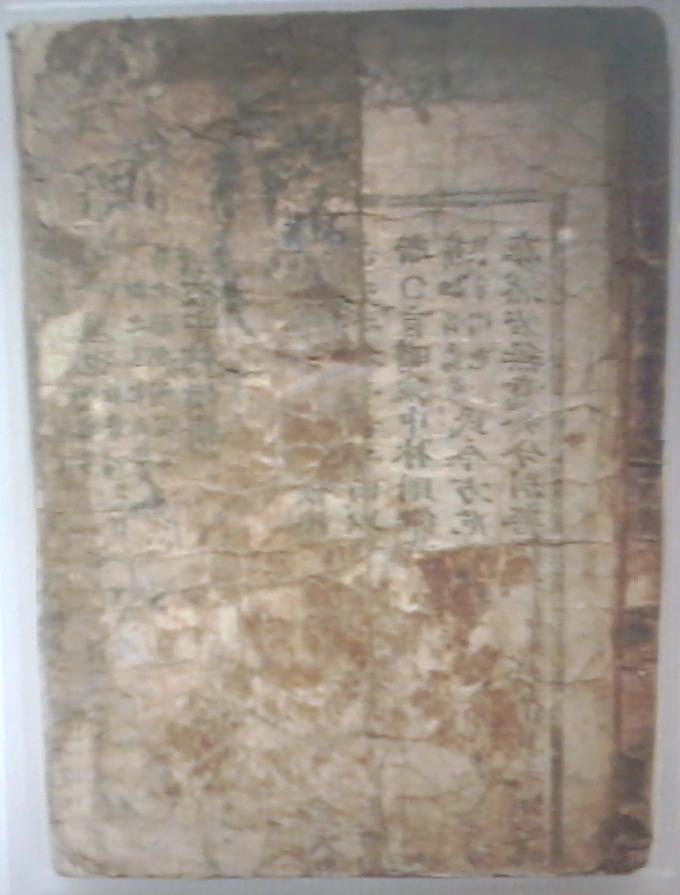
Нансольхон джип
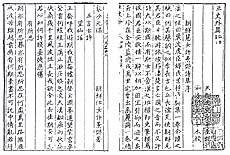
Книга её стихов Чхвесавончан (1612 г.)
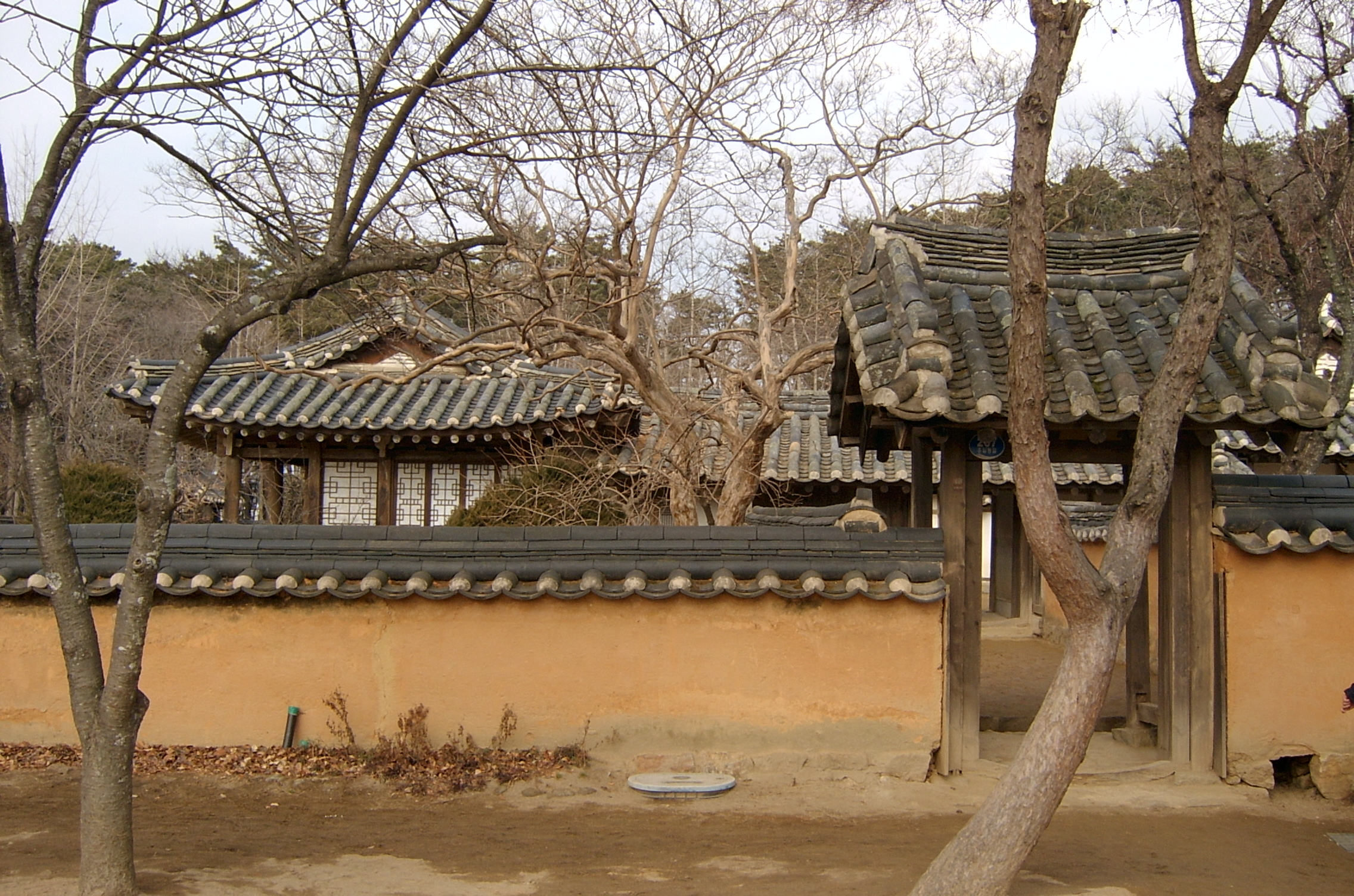
Дом, где она родилась

## Работы
- 《난설헌집》 Нансольхон джип[уточнить]
- 《취사원창》 Чвесавончан [уточнить]